# Alfa-2C adrenergički receptor
Alfa-2C adrenergički receptor (α2C adrenoceptor, ADRA2C) je alfa-2 adrenergički receptor. On je kodiran humanim  genom.

## Receptor
Alfa-2-adrenergički receptori su 3 visoko homologna podtipa: alfa2A, alfa2B, i alfa2C. Ti receptori imaju kritičnu ulogu u regulaciji otpuštanja neurotransmitera iz simpatičkih nerva i iz adrenergičkih neurona centralnog nervnog sistema. Ispitivanja na miševima su pokazala da su oba, alfa2A i alfa2C, podtipa neophodna za normalnu presinaptičku kontrolu otpuštanja transmitera iz simpatičkih nerva u srcu i iz centralnih noradrenergičkih neurona. Alfa2A podtip inhibira otpuštanje transmitera na visokim stimulacionim frekvencijama, dok alfa2C podtip modulira neurotransmisiju na niskim nivoima nervne aktivnosti.

## Gen
Ovaj gen kodira alfa2C tip receptora. On ne sadrži introne.

## Ligandi

### Agonisti
- (R)-3-Nitrobifenilin (takođe slab antagonist α2A i α2B)[2]

### Antagonisti
- : selektivan u odnosu na α2A, α2B, α2D[3]
- spiroksatrin
- johimbin derivati 9 i 10: >43 puta selektivniji nego za α2A, α2B i α1 tipove[4]
- 2-fenoksi-nikotinamid[5]

## Literatura
- Coupry I, Duzic E, Lanier SM (1992). „Factors determining the specificity of signal transduction by guanine nucleotide-binding protein-coupled receptors. II. Preferential coupling of the alpha 2C-adrenergic receptor to the guanine nucleotide-binding protein, Go.”. J. Biol. Chem. 267 (14): 9852—7. PMID 1349607.
- Chhajlani V, Rangel N, Uhlén S, Wikberg JE (1991). „Identification of an additional gene belonging to the alpha 2 adrenergic receptor family in the human genome by PCR.”. FEBS Lett. 280 (2): 241—4. PMID 1849485. doi:10.1016/0014-5793(91)80301-I.
- JW, Regan; Kobilka TS; Yang-Feng TL (1988). „Cloning and expression of a human kidney cDNA for an alpha 2-adrenergic receptor subtype.”. Proc. Natl. Acad. Sci. U.S.A. 85 (17): 6301—5. PMC 281957 . PMID 2842764. doi:10.1073/pnas.85.17.6301.
- Eason MG, Liggett SB (1993). „Human alpha 2-adrenergic receptor subtype distribution: widespread and subtype-selective expression of alpha 2C10, alpha 2C4, and alpha 2C2 mRNA in multiple tissues.”. Mol. Pharmacol. 44 (1): 70—5. PMID 7688069.
- O, Riess; Thies U; Siedlaczck I (1994). „Precise mapping of the brain alpha 2-adrenergic receptor gene within chromosome 4p16.”. Genomics. 19 (2): 298—302. PMID 8188260. doi:10.1006/geno.1994.1061.
- Klein U, Ramirez MT, Kobilka BK, von Zastrow M (1997). „A novel interaction between adrenergic receptors and the alpha-subunit of eukaryotic initiation factor 2B.”. J. Biol. Chem. 272 (31): 19099—102. PMID 9235896. doi:10.1074/jbc.272.31.19099.
- S, Schaak; Devedjian JC; Cayla C (1998). „Molecular cloning, sequencing and functional study of the promoter region of the human alpha2C4-adrenergic receptor gene.”. Biochem. J. 328 ( Pt 2): 431—8. PMC 1218938 . PMID 9371698.
- DeGraff JL, Gagnon AW, Benovic JL, Orsini MJ (1999). „Role of arrestins in endocytosis and signaling of alpha2-adrenergic receptor subtypes.”. J. Biol. Chem. 274 (16): 11253—9. PMID 10196213. doi:10.1074/jbc.274.16.11253.
- Prezeau L, Richman JG, Edwards SW, Limbird LE (1999). „The zeta isoform of 14-3-3 proteins interacts with the third intracellular loop of different alpha2-adrenergic receptor subtypes.”. J. Biol. Chem. 274 (19): 13462—9. PMID 10224112. doi:10.1074/jbc.274.19.13462.
- Hein L, Altman JD, Kobilka BK (2000). „Two functionally distinct alpha2-adrenergic receptors regulate sympathetic neurotransmission.”. Nature. 402 (6758): 181—4. PMID 10647009. doi:10.1038/46040.
- KM, Small; Forbes SL; Rahman FF (2000). „A four amino acid deletion polymorphism in the third intracellular loop of the human alpha 2C-adrenergic receptor confers impaired coupling to multiple effectors.”. J. Biol. Chem. 275 (30): 23059—64. PMID 10801795. doi:10.1074/jbc.M000796200.
- DE, Comings; Gade-Andavolu R; Gonzalez N (2001). „Multivariate analysis of associations of 42 genes in ADHD, ODD and conduct disorder.”. Clin. Genet. 58 (1): 31—40. PMID 10945659. doi:10.1034/j.1399-0004.2000.580106.x.
- KM, Small; Wagoner LE; Levin AM (2002). „Synergistic polymorphisms of beta1- and alpha2C-adrenergic receptors and the risk of congestive heart failure.”. N. Engl. J. Med. 347 (15): 1135—42. PMID 12374873. doi:10.1056/NEJMoa020803.
- MA, Chotani; Mitra S; Su BY (2004). „Regulation of alpha(2)-adrenoceptors in human vascular smooth muscle cells.”. Am. J. Physiol. Heart Circ. Physiol. 286 (1): H59—67. PMID 12946937. doi:10.1152/ajpheart.00268.2003.
- KM, Small; Mialet-Perez J; Seman CA (2004). „Polymorphisms of cardiac presynaptic alpha2C adrenergic receptors: Diverse intragenic variability with haplotype-specific functional effects.”. Proc. Natl. Acad. Sci. U.S.A. 101 (35): 13020—5. PMC 516511 . PMID 15319474. doi:10.1073/pnas.0405074101.
- MA, Chotani; Mitra S; Eid AH (2005). „Distinct cAMP signaling pathways differentially regulate alpha2C-adrenoceptor expression: role in serum induction in human arteriolar smooth muscle cells.”. Am. J. Physiol. Heart Circ. Physiol. 288 (1): H69—76. PMID 15345481. doi:10.1152/ajpheart.01223.2003.
- I, Belfer; Buzas B; Hipp H (2005). „Haplotype-based analysis of alpha 2A, 2B, and 2C adrenergic receptor genes captures information on common functional loci at each gene.”. J. Hum. Genet. 50 (1): 12—20. PMID 15592690. doi:10.1007/s10038-004-0211-y.
- A, Neumeister; Charney DS; Belfer I (2005). „Sympathoneural and adrenomedullary functional effects of alpha2C-adrenoreceptor gene polymorphism in healthy humans.”. Pharmacogenet. Genomics. 15 (3): 143—9. PMID 15861038. doi:10.1097/01213011-200503000-00002.
- A, Neumeister; Drevets WC; Belfer I (2006). „Effects of an alpha 2C-adrenoreceptor gene polymorphism on neural responses to facial expressions in depression.”. Neuropsychopharmacology. 31 (8): 1750—6. PMID 16407897. doi:10.1038/sj.npp.1301010.
- JS, Park; Zhang SY; Jo SH (2006). „Common adrenergic receptor polymorphisms as novel risk factors for vasospastic angina.”. Am. Heart J. 151 (4): 864—9. PMID 16569551. doi:10.1016/j.ahj.2005.06.009.

## Spoljašnje veze
- „α2C-adrenoceptor”. IUPHAR Database of Receptors and Ion Channels. International Union of Basic and Clinical Pharmacology.